# Trofeu Moscatell
El Trofeu Moscatell és un torneig de galotxa jugat a Godelleta. Aprofitant les festes d'agost al poble, hom hi juga paral·lelament una competició per a aficionats i una altra per a pilotaris professionals amb jugadors locals destacats.
És el trofeu més antic de galotxa, jugada per primer any el 1968; el prestigi del torneig i la participació del públic serviren de model per a competicions posteriors, com el Trofeu el Corte Inglés.
El format de la competició és de 4 trios enfrontant-se en dos semifinals per a arribar a la final. Tot a partida única.